# Famille Izdenczy
La famille Izdenczy de Monostor et Komlós (monostori és komlósi Izdenczy en hongrois) est une ancienne famille de la noblesse hongroise.

## Origines
La famille remonte à l'époque du roi Samuel Aba de Hongrie, au XIe siècle.

## Membres notables
- Miklós Izdenczy, il se distingue lors de la défense du château d'Eger ce qui lui vaut un don de terre de la part du roi Ferdinand Ier en 1527.
- István Izdenczy, capitaine, il est envoyé par le comte Eck à la défense du palais de Budavár contre les turcs en 1566.
- András Izdenczy (fl. 1538), membre de l'ambassade hongroise à Constantinople, vice-capitaine de la forteresse de Komárom.
- Márton Izdenczy. Partisan de Imre Thököly, il est capitaine du château de Tokaj en 1685. Il est en 1709 président du Oeconomicum Consilium sous François II Rákóczi.
- József Izdenczy (1724-1811), 1er baron Izdenczy. Chancelier de la Cour royale hongroise, conseiller d'État pour les affaires hongroise sous Joseph II, ministre d'État. Le roi François lui fait don du domaine de Monostor dans le comitat de Temes en Transylvanie, le décore de l'Ordre de Saint-Étienne de Hongrie et le gratifie du titre de baron (1805).
- baron József Izdenczy, magistrat (táblabíró) du comté de Temes, membre du parlement hongrois en 1843.

## Pour approfondir